# Vijverhof (Den Dolder)
Landgoed De Vijverhof is een natuurgebied bij Den Dolder. Het ligt ten noorden van het Willem Arntszbos aan de Soestdijkerweg. Het landgoed uit de 19e eeuw is een afsplitsing van het noordelijker gelegen Prins Hendriksoord. De Vijverhof is eigendom van het Utrechts Landschap.

## Natuur
Door de ligging in een laagte van de stuwwal ligt, is het gebied van oudsher nat. De uitheemse boomsoorten in het park zijn aangelegd door de voormalige eigenaar. Toen het bos langzaam bezit nam van de voormalige akker nam werd het jonge bos verwijderd en de verrijke bovengrond afgegraven. De bodem werd daardoor natter en minder voedselrijk. In het ontstane schraalland biedt kansen aan koningsvaren, dopheide, trekrus, veenmos en de zeldzame moeraswolfsklauw.

## Villa
Het grote, langgerekte landhuis is gebouwd in een landelijke stijl. Het heeft een U-vormige plattegrond met naar voren stekende topgevelpartijen. In de linker topgevel was de paardenstal met daarachter en daarboven de koetsierswoning. In de rechter gevelhelft was de garage met daarachter en daarboven de chauffeurswoning.
De verdiept aangelegde, geometrische tuin is een ontwerp van Dirk Tersteeg.
Amerongse Bos
· Amerongse Bovenpolder
· Landgoed Beerschoten
· Beukenburg
· Biltse Duinen
· Birkhoven
· Blauwe Kamer
· Blikkenburg
· Bloeidaal
· Bornia
· Bosch en Duin
· Breeveen
· Broekerbos
· Buitenplaatsen Driebergseweg
· Dartheide
· Elster Buitenwaarden
· Grebbeberg
· Heidestein
· Hoge Ginkel
· Hooge Kampse Plas
· Hoog Moersbergen
· Houdringe
· Juliusput
· Kasteelbos Renswoude
· De Kievit
· Kooilust
· Kozakkenput
· De Krakeling
· Laarsenberg
· De Leyen
· Lockhorsterbos
· Lunenburgerwaard
· Maartensdijkse Bos
· Middelwaard
· Moersbergen
· Niënhof
· Noordhout
· Okkersbos
· Oostbroek
· Over-Holland
· Palmerswaard
· De Paltz
· Panbos
· Plantage Willem III
· Pleinesbos
· De Pol
· Ridderoordse Bos
· Sandenburg
· Sandwijck
· De Schammer
· Stameren
· Landgoed Stoutenburg
· Viaanse Bos
· Viaanse polders en uiterwaarden
· Vikinghof
· Park Vliegbasis Soesterberg
· Vijverbos
· Vijverhof
· Voordorpse polder
· Willem Arntszbos
· Witte Hull
· De Woerd
· Wulperhorst
· Zeisterbos